# Luigi Del Drago
Luigi Del Drago (ur. 20 czerwca 1776 w Rzymie, zm. 18 kwietnia 1845 tamże) – włoski kardynał.

## Życiorys
Urodził się 20 czerwca 1776 roku w Rzymie. Studiował w seminarium we Frascati, a następnie przyjął święcenia kapłańskie i w 1828 roku został prefektem Pałacu Apostolskiego. 30 września 1831 roku został kreowany kardynałem in pectore. Został nominowany na kardynała prezbitera i otrzymał kościół tytularny San Lorenzo in Panisperna. W 1840 roku został archiprezbiterem bazyliki liberiańskiej i sekretarzem ds. Memoriałów. Zmarł 18 kwietnia 1845 roku w Rzymie.